# T-ara
T-ara hay Tiara (phát âm: /tiˈɑːrə/; tiếng Hàn Quốc: 티아라) là một nhóm nhạc nữ thần tượng của Hàn Quốc ra mắt vào ngày 29 tháng 7 năm 2009 bởi Core Contents Media, nay là MBK Entertainment. Trước khi đứng trên sân khấu, nhóm đã được đào tạo chuyên nghiệp trong vòng ba năm. Ban đầu, T-ara có năm thành viên là Jiae, Jiwon, Eunjung, Hyomin và Jiyeon. Họ cho ra mắt ca khúc đầu tiên "Good Person" (tiếng Hàn Quốc: 좋은 사람) trong bộ phim Cinderella Man vào tháng 4 năm 2009. Hai tháng sau, hai thành viên Jiwon và Jiae rời nhóm. Tháng 7 năm 2009, ba thành viên mới là Boram, Qri và Soyeon gia nhập vào đội hình. Nhóm bắt đầu sự nghiệp chính thức với đội hình gồm sáu thành viên và phát hành đĩa đơn đầu tay "Lie" vào ngày 27 tháng 7 năm 2009 cùng trưởng nhóm Eunjung.
Năm 2011, T-ara ký một hợp đồng 4.7 tỷ won với công ty giải trí J-Rock cho việc ra mắt tại Nhật, đây là số tiền cao nhất trong tất cả các nhóm nhạc nữ Hàn Quốc ra mắt tại Nhật Bản. Đĩa đơn tiếng Nhật đầu tiên của nhóm là ca khúc làm lại từ bản hit "Bo Peep Bo Peep" năm 2009, ca khúc sau đó đã được Hiệp hội Công nghiệp ghi âm Nhật Bản trao chứng nhận Vàng khi bán ra được hơn 100.000 bản. Năm 2011 và 2012, các đĩa đơn "Roly-Poly", "Cry Cry", "We Were in Love", "Lovey-Dovey" và "Day by Day" đều nằm trong Top 2 ở bảng xếp hạng âm nhạc Gaon và Korea K-Pop Hot 100. Trong đó, "Roly-Poly" giúp T-ara mang về 2 triệu USD doanh thu và là bài hát có lượt tải kỹ thuật số lớn nhất trong lịch sử của Gaon với 4 triệu lượt tải trong năm.
Trong thời gian hoạt động, nhóm đã bổ sung thêm hai thành viên là Hwayoung vào tháng 7 năm 2010 và Areum vào tháng 6 năm 2012. Thành viên thứ chín Dani đã được lên kế hoạch gia nhập nhóm, tuy nhiên vấn đề này đã bị trì hoãn vô thời hạn do cô chưa "sẳn sàng" để ra mắt và rồi cô được gán vào nhóm nhỏ T-ara N4; Sau đó, Hwayoung rời nhóm vào tháng 7 năm 2012 do scandal giữa cô và T-ara, còn Areum rời nhóm vào tháng 7 năm 2013 để theo đuổi sự nghiệp hát đơn. T-ara là nhóm nhạc không có nhóm trưởng cụ thể mà các thành viên sẽ luân phiên thay đổi theo thời gian, trưởng nhóm hiện tại của nhóm là Qri.
Tính đến năm 2015, T-ara bán được 36 triệu bản, trở thành một trong những nhóm nhạc nữ Hàn Quốc có đĩa đơn bán chạy nhất mọi thời đại. Họ cũng được xem là một trong các nhóm nhạc nữ K-pop nổi tiếng nhất tại Trung Quốc. Cuối tháng 12 năm 2017, bốn thành viên cuối cùng của T-ara chính thức rời khỏi công ty quản lý MBK Entertainment, sau sự ra đi trước đó của hai thành viên Boram và Soyeon vào tháng 5. Từ đây, Qri, Eunjung, Hyomin và Jiyeon có thể hoạt động với tư cách là thành viên của T-ara sau khi nhóm đã thắng kiện trước công ty quản lý MBK Entertaimant về tranh chấp bản quyền thương hiệu "T-ara".
Tháng 11 năm 2021, T-ara ra mắt EP Re:T-ara dưới sự hỗ trợ của công ty truyền thông Dingo, đây là lần trở lại sau 4 năm kể từ EP trước đó, What's My Name? năm 2017 dưới tư cách là một nhóm nhạc độc lập.

## Lịch sử hoạt động

### Thành lập và tên gọi
Tên gọi T-ara bắt nguồn từ "tiara" (có nghĩa là vương miện) xuất phát từ ý tưởng rằng nhóm sẽ trở thành "nữ hoàng của ngành âm nhạc". Ban đầu, nhóm có tên là Super Rookies nhưng đến khi ra mắt thì lại đổi tên thành T-ara. Tên câu lạc bộ người hâm mộ (FC) chính thức của nhóm là "Queen's" (tiếng Hàn Quốc: 여왕이) được công bố vào 14 tháng 7 năm 2012 tại Đại học Kyung Hee.
Trước khi ra mắt, năm thành viên ban đầu của nhóm đều đã được đào tạo chuyên nghiệp trong ba năm ở Mnet Media và ra mắt ca khúc đầu tiên "Good Person" (Ver. 1) cho bộ phim Cinderella Man vào tháng 4 năm 2009. Đến tháng 5, Jiyeon của T-ara hợp tác cùng Davichi và SeeYa cho ra mắt bài hát "Women's Generation" (tiếng Hàn Quốc: 여성시대) được thực hiện trong phòng thu ở Namyangju-Gyeonggi. Tháng 6 cùng năm, hãng Core Contents Media thông báo rằng hai thành viên Jiae và Jiwon rời khỏi nhóm do có sự khác biệt về phong cách âm nhạc. Cùng thời điểm này, Boram, Qri và Soyeon gia nhập nhóm. Soyeon từng là thực tập sinh và cũng dự định tham gia nhóm nhạc nữ Girls' Generation nhưng đã xin rút lui vì lý do cá nhân, Qri từng là người mẫu ảnh và Boram có ba là Jeon Young-rok và mẹ là Lee Mi-young, cả hai đều là ca sĩ nổi tiếng. Đầu tháng 7 năm 2009, nhóm chuyển sang nằm dưới sự quản lý của công ty con Mnet Media là Core Contents Media.

### 2009: Ra mắt và album đầu tay

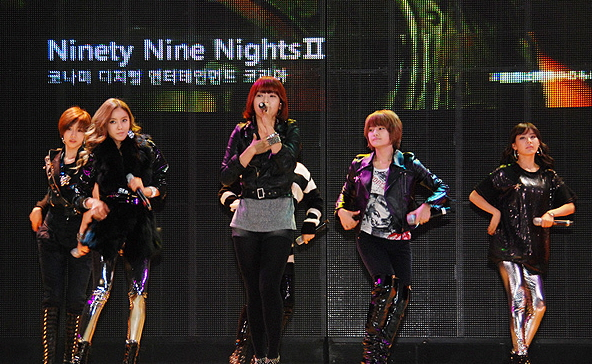
T-ara biểu diễn "Lie" tại Xbox 360 Invitational năm 2009.

T-ara xuất hiện lần đầu tiên trên truyền hình trong chương trình đối thoại Radio Star của đài MBC vào ngày 29 tháng 7 năm 2009. Nhóm biểu diễn lần đầu trên sân khấu tại M! Countdown với bài hát "Wanna Play?" (tiếng Hàn Quốc: 놀아볼래?) và "Lie" (tiếng Hàn Quốc: 거짓말). Tuy nhiên, phần biểu diễn bị cư dân mạng cho là giống như của học sinh tiểu học biểu diễn vì nhóm đã hát nhép toàn bộ các ca khúc. Sau đó, T-ara đã lên tiếng hát live trong những lần diễn sau. Một số thành viên của T-ara (Soyeon, Eunjung, Hyomin và Jiyeon) cùng nhóm nhạc nam Supernova cho ra mắt đĩa đơn "T.T.L (Time to Love)" dưới dạng kỹ thuật số vào ngày 15 tháng 9. Ca khúc này ngay sau đó đã leo lên đứng đầu nhiều bảng xếp hạng trực tuyến như Cyworld, Melon, Mnet, Soribada. Họ cũng ra mắt tiếp đĩa đơn "T.T.L Listen 2" vào ngày 9 tháng 10, bao gồm tất cả thành viên của hai nhóm.
Album phòng thu đầu tay của nhóm Absolute First Album được phát hành kỹ thuật số vào ngày 27 tháng 11 năm 2009 với 6 đĩa đơn. Album giữ vị trí thứ 2 trên bảng xếp hạng âm nhạc Gaon. Để xác định ca khúc chủ đề cho album, Core Contents Media đã tổ chức một cuộc khảo sát mà công chúng phải lựa chọn giữa "Bo Peep Bo Peep" hoặc "Like the First Time" (tiếng Hàn Quốc: 처음처럼). 9.000 người đã tham gia cuộc khảo sát trên nhiều cổng thông tin âm nhạc khác nhau, trong đó 53% (4.770 người) đã chọn "Like the First Time". Tuy nhiên, "Bo Peep Bo Peep" lại được quảng bá trên các chương trình âm nhạc vì những lý do nào đó. "Bo Peep Bo Peep" đạt vị trí thứ 4 trên Gaon trong khi "Like the First Time" đạt vị trí thứ 10. Tại Golden Disk Awards lần thứ 24, T-ara và nhóm nhạc nữ 4minute cùng được tặng giải Tân binh của năm.

### 2010:Breaking HeartvàTemptastic

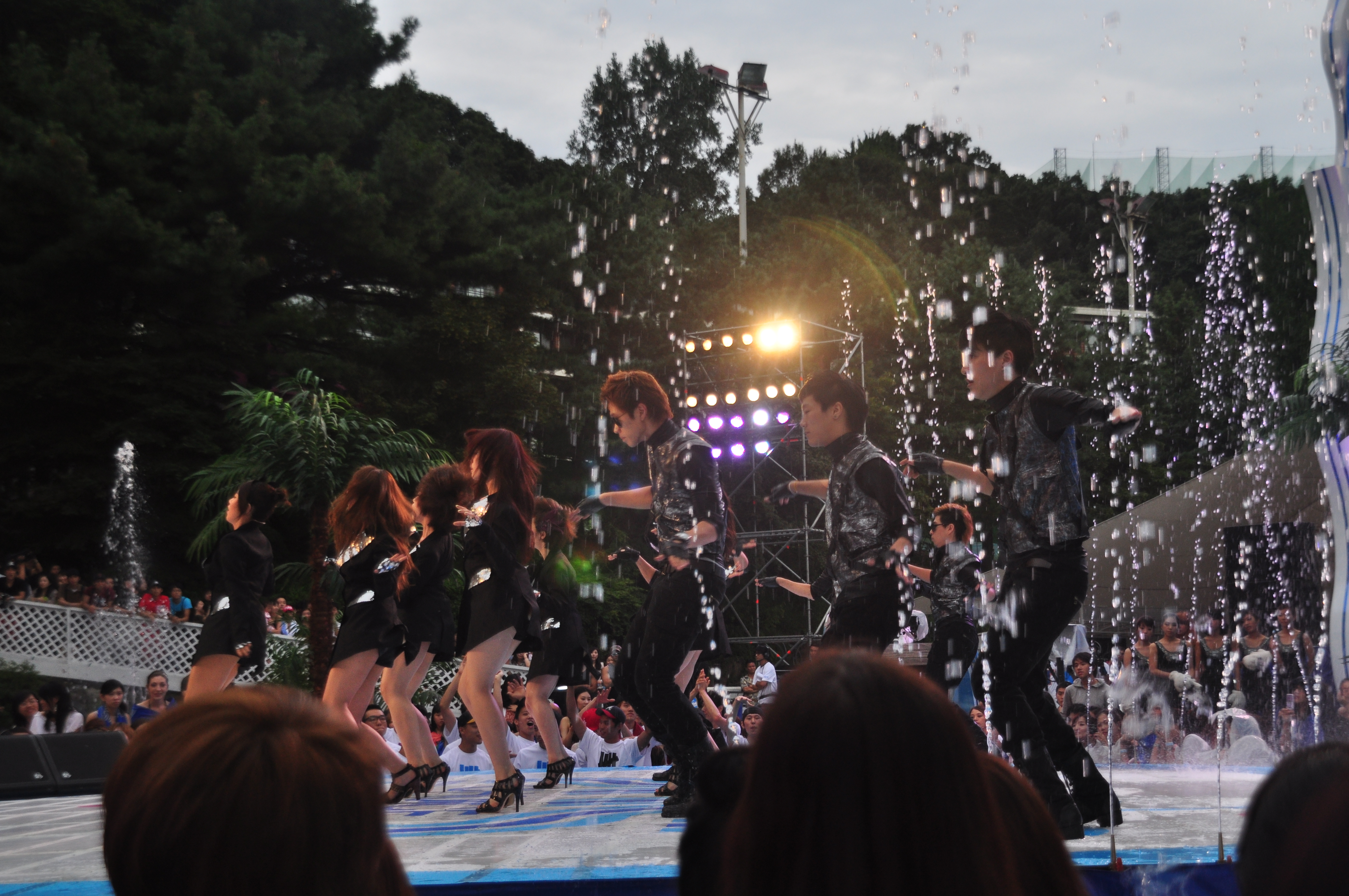
T-ara biểu diễn "I Go Crazy Because of You" tại Mnet 20's Choice Awards vào ngày 26 tháng 8 năm 2010.

T-ara lần đầu tiên giành giải thưởng trong một chương trình biểu diễn âm nhạc với tiết mục "Bo Peep Bo Peep" trên Music Bank vào ngày 1 tháng 1 năm 2010. Ca khúc mang về cho nhóm năm giải thưởng: 2 cúp trên Music Bank và 3 cúp trên Inkigayo (giúp nhóm đạt "Triple Crown"). Cũng trong tháng này, hãng đĩa Mnet Media thông báo rằng Eunjung và Hyomin hợp tác cùng Davichi và SeeYa trong bài hát "Wonder Woman"; bài này sau đó đã nhận giải Nhạc chuông tại Gaon Chart Grand Opening Awards. Tháng 1 năm 2010, nhóm công bố chương trình quảng bá cho đĩa đơn tiếp theo "Like The First Time" nhưng sớm phải tạm dừng vì Soyeon bị nhiễm cúm H1N1. Cũng trong tháng này, T-ara xuất hiện với vai trò khách mời ở tập phim thứ bảy và thứ tám của bộ phim Cao thủ học đường do Jiyeon thủ vai chính.
Đầu tháng 2 năm 2010, có thông báo rằng T-ara sẽ phát hành phiên bản repackaged nhằm để cảm ơn người hâm mộ đã ủng hộ cho album đầu tay của nhóm. Ngày 23 tháng 2 năm 2010, T-ara tái phát hành album đầu tay của mình với đĩa đơn chủ lực "I Go Crazy Because Of You" (tiếng Hàn Quốc: 너 때문에 미쳐) do Wheesung sáng tác, lần lượt đạt vị trí thứ nhất và thứ 31 trên bảng xếp hạng âm nhạc Gaon, nhận được 3.042.224 lượt tải kỹ thuật số trong năm. Cùng ngày, T-ara có màn trình diễn trở lại trên sân khấu M! Countdown và giành ba giải thưởng âm nhạc: 1 cúp trên M! Countdown và 2 cúp trên Inkigayo. Ngày 3 tháng 3 năm 2010, nhóm phát hành bản repackage Breaking Heart cùng đĩa đơn thứ hai "Naega Neomu Apa" (tiếng Hàn Quốc: 내가 너무 아파, "I'm Really Hurt"), giữ vị trí thứ 2 trên Gaon tuần và thứ 35 trên Gaon năm với 40.695 bản đĩa được bán ra trong năm 2010, nâng tổng doanh số lên 59.172 bản. Tháng 6 cùng năm, T-ara ra mắt bài hát "We Are the One" nhằm mục đích cổ vũ cho mùa World Cup năm 2010 diễn ra ở Nam Phi, nhóm cũng quyên góp toàn bộ lợi nhuận từ trang web trực tuyến T-araDotCom nhân mùa cho World Cup để chuyển đến trẻ em châu Phi.
Tháng 11 năm 2010, T-ara tham dự mùa thứ ba của chương trình truyền hình thực tế Hello Baby. Ngày 23 tháng 11 năm 2010, T-ara ra mắt bản kỹ thuật số cho ca khúc "Why Are You Being Like This?" (tiếng Hàn Quốc: 왜 이러니) do Yangpa, Kim Do-hoon và Lee Sang-ho sản xuất. Ca khúc đạt vị trí thứ 4 trên Gaon tuần và thứ 7 trên Gaon tháng. Ngày 1 tháng 12, T-ara phát hành đĩa mở rộng đầu tiên Temptastic cùng với đĩa đơn thứ hai "Yayaya" đạt vị trí thứ 5 theo Gaon tuần và thứ 6 theo Gaon tháng. Album giữ vị trí thứ 2 trên bảng xếp hạng âm nhạc Gaon. Thời gian album lên kệ bị trì hoãn đến ngày 3 tháng 12 do xảy ra sự kiện Cộng hòa Dân chủ Nhân dân Triều Tiên pháo kích đảo Yeonpyeong của Hàn Quốc trong tháng 11. Ngày 3 tháng 12, T-ara biểu diễn trở lại trên sân khấu Music Bank và bắt đầu hoạt động quảng bá cùng với thành viên thứ bảy Hwayoung và trưởng nhóm mới Boram. Nhóm cũng giành 2 chiến thắng tại M! Countdown cho "Why Are You Being Like This" và "Yayaya", lần lượt vào ngày 9 và 16 tháng 12.

### 2011:John Travolta Wannabe, kế hoạch Nhật tiến vàBlack Eyes

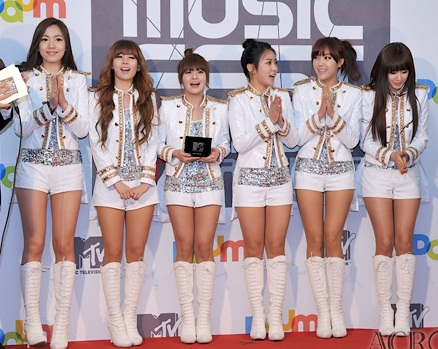
T-ara tại Liên hoan âm nhạc MTV Daum vào ngày 19 tháng 2 năm 2011.

John Travolta Wannabe - đĩa mở rộng thứ hai của nhóm phát hành vào ngày 29 tháng 6 năm 2011 và leo lên vị trí thứ 3 với tổng doanh số 34.180 bản được bán ra trên bảng xếp hạng âm nhạc Gaon. Tên của album xuất phát từ bộ phim Saturday Night Fever mà diễn viên chính là John Travolta. Nhóm đã đưa ra ý tưởng sau khi xem phim. Đĩa đơn duy nhất của album là "Roly-Poly" (tiếng Hàn Quốc: 롤리폴리) được ra mắt cùng ngày và đạt vị trí thứ 2 trên Gaon và thứ nhất trên Korea K-Pop Hot 100. Ca khúc đã gặt hái thành công vang dội, trở thành bài hát được tải xuống nhiều nhất ở Gaon trong năm 2011 tại Hàn Quốc với 4.077.885 lượt tải và giúp T-ara nhận về 2 triệu đô-la doanh thu. "Roly-Poly" giành giải Video âm nhạc xuất sắc nhất tại MelOn Music Awards, Giải âm nhạc kỹ thuật số tại Seoul Music Awards, Đĩa đơn của năm tại Gaon Chart K-Pop Awards. Vũ đạo xoay tay của "Roly-Poly" cũng được người hâm mộ từ hơn 70 quốc gia trên toàn thế giới cover lại. Đến năm 2012, ca khúc được làm thành vở nhạc kịch mang tựa đề 'Our Youth, Roly Poly Musical'.

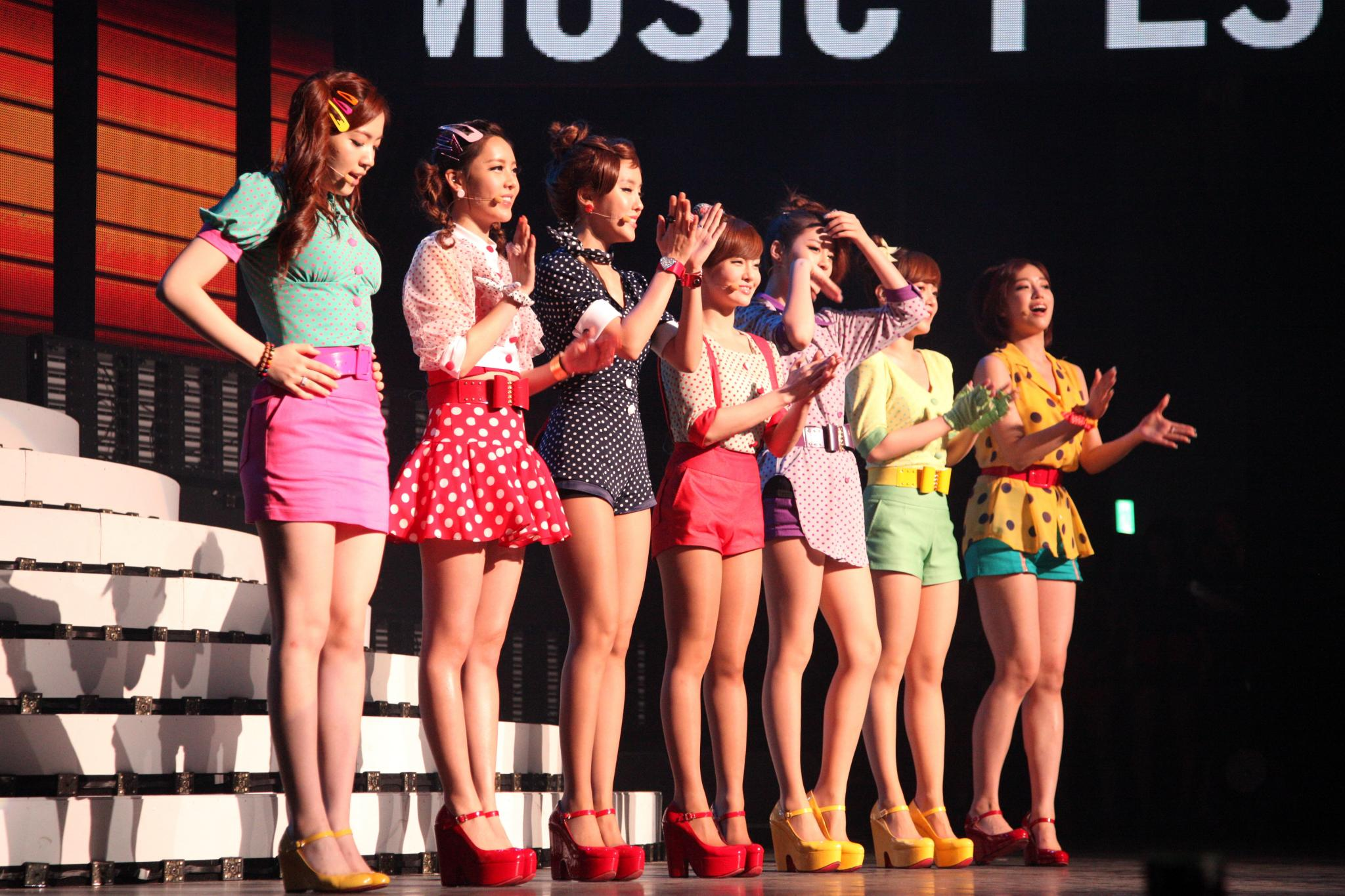
T-ara tại Liên hoan âm nhạc MTV Cyworld vào ngày 23 tháng 7 năm 2011.

Nhóm phát hành lại phiên bản giới hạn từ đĩa mở rộng thứ hai với nhan đề Roly-Poly in Copacabana vào ngày 2 tháng 8 năm 2011. Ca khúc chủ đề "Roly-Poly in Copacabana" được đặt theo tên của bài hát "Copacabana" phổ biến rộng rãi trong thập niên 1980 ở các câu lạc bộ disco tại Jongno. Album giữ vị trí thứ 3 trong khi đĩa đơn đạt vị trí số thứ 45 trên bảng xếp hạng âm nhạc Gaon.
Ngày 30 tháng 8, tại chương trình Showbiz News của Nhật Bản, T-ara đã ra mắt teaser mới cho "Bo Peep Bo Peep" với tin tức rằng nhóm sẽ ra mắt tại Nhật Bản. T-ara phát hành đĩa đơn tiếng Nhật đầu tay "Bo Peep Bo Peep" vào ngày 28 tháng 9 năm 2011 với hai phiên bản là phiên bản giới hạn và phiên bản thường, Đĩa đơn đạt vị trí thứ nhất trên bảng xếp hạng Oricon ngày và tuần. Biến T-ara trở thành nhóm nhạc nữ Hàn Quốc đầu tiên đạt được vị trí số #1 ở Oricon và là nhóm nhạc thứ ba của Hàn Quốc sau "Replay-Kimi wa Boku no Everything" của Shinee và "Your Luv" của MBLAQ. Đĩa đơn cũng xếp đầu trên Billboard Japan Hot 100 và được RIAJ trao chứng nhận Vàng cho cả hai phiên bản tải xuống trên điện thoại di động và máy tính cá nhân. Cùng ngày ra mắt đĩa đơn, T-ara đã có một sự kiện tại Tokyo với hơn 16.000 người hâm mộ.
Ngày 11 tháng 11 năm 2011, T-ara phát hành đĩa mở rộng thứ tư với nhan đề Black Eyes. Album giữ vị trí thứ 2 trên bảng xếp hạng âm nhạc Gaon với tổng doanh số 52.065 bản. Đĩa đơn của album là "Cry Cry" được ra mắt cùng ngày và đạt vị trí thứ nhất trên Gaon và Korea K-Pop Hot 100, thứ 8 trên Bảng xếp hạng Bài hát kỹ thuật số thế giới, giành 2 cúp trên M! Countdown. Một video nhạc dài 30 phút được phát hành vào ngày 22 tháng 12 có kinh phí sản xuất 1 tỷ won Hàn Quốc với sự góp mặt của diễn viên Cha Seung-won và Ji Chang-wook. Ngày 30 tháng 11 năm 2011, nhóm phát hành đĩa đơn tiếng Nhật thứ hai tức phiên bản làm lại của ca khúc "Yayaya". Đĩa đơn đạt vị trí thứ 7 trên Oricon và thứ 6 trên Billboard Japan Hot 100.
Ngày 7 tháng 12 năm 2011, Core Contents Media thông báo về việc chuyển quyền lãnh đạo của nhóm từ Hyomin sang Soyeon để thực hiện quảng bá cho sản phẩm mới. Nhóm cũng thực hiện một chuyến lưu diễn mini kéo dài ba ngày với tên gọi X-mas Premium Live được tổ chức tại Shinagawa Stella Hall ở Tokyo, Zepp ở Nagoya và Zepp ở Osaka. T-ara được xếp thứ 8 trong cuộc bình chọn Gallup ở Hàn Quốc. Ngày 23 tháng 12 năm 2011, T-ara và Davichi cho ra mắt bản ballad "We Were in Love" (tiếng Hàn Quốc: 우리 사랑했잖아) nhân dịp giáng sinh, mà về sau được đưa vào album tái bản Funky Town. Ca khúc giữ hạng nhất trên Gaon và hạng nhì trên Korea K-Pop Hot 100.

### 2012:Funky Town,Jewelry Box,Day by Dayvà scandal với Hwa Young

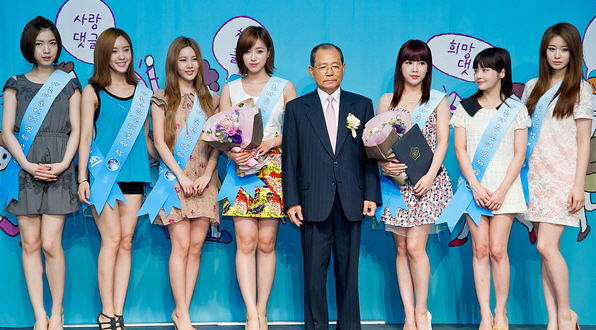
T-ara làm đại sứ cho AINSE - Beautiful Internet World vào năm 2012.

Ngày 3 tháng 1 năm 2012, T-ara phát hành lại đĩa mở rộng thứ tư dưới nhan đề Funky Town. Album đạt vị trí số 1 trên Gaon tuần và số 2 trên Gaon tháng, bán được tổng cộng 77.688 bản. Đĩa đơn từ album là "Lovey-Dovey" (tiếng Hàn Quốc: 러비 더비) được ra mắt vào ngày 2 tháng 2 và đạt vị trí thứ nhất trên cả hai bảng xếp hạng Billboard Hàn Quốc và Gaon cùng vị trí thứ 11 trên Billboard Nhật Bản, nhận được cúp "Triple Crown" lần thứ 2 trên Inkigayo. Ca khúc được sáng tác và sản xuất bởi Shinsadong Tiger và Choi Kyu-sung, mang âm hưởng của dòng nhạc ở châu Âu và Mỹ. "Lovey-Dovey" nhận được 3.758.864 lượt tải kỹ thuật số tính đến cuối năm, là bài hát được tải nhiều thứ hai trên Gaon năm 2012. Trước đó, Core Contents Media đã phát hành phiên bản drama cho "Lovey-Dovey" là phần tiếp theo của drama "Cry Cry", video nhạc đứng ở vị trí thứ 7 trong danh sách Video nhạc K-pop được xem nhiều nhất tại Hàn Quốc do YouTube công bố. Bốn phiên bản khác của "Lovey-Dovey" cũng được ra mắt và đều đứng nhất trên GomTV.
Tháng 2 năm 2012, nhân kỷ niệm chín năm thành lập, Forbes Korea đã lập một danh sách của năm gồm "40 nhân vật nổi tiếng quyền lực hàng đầu". Trong danh sách này, T-ara đứng thứ 17, trở thành nhóm nhạc nữ quyền lực thứ ba Hàn Quốc. Ngày 23 tháng 5, T-ara ra mắt bài hát "Round and Round" (tiếng Hàn Quốc: 빙글빙글) đạt vị trí thứ 10 trên Korea K-Pop Hot 100. Ngày 3 tháng 6, T-ara tổ chức một buổi hòa nhạc nhỏ đầu tiên tại Hội trường 105 BITEC Bangna ở Băng Cốc, Thái Lan với 7.800 người hâm mộ.
Vào tháng 4, Core Contents Media thông báo từ tháng 7 T-ara sẽ bổ sung thêm hai thành viên nữa cho nhóm. Ngày 30 tháng 5 năm 2012, thành viên Dani gia nhập nhóm khi mới 14 tuổi. Tuy nhiên, cô chưa chính thức ra mắt cùng T-ara cho đến khi nào cô cảm thấy "sẵn sàng" và vẫn đang trong giai đoạn được đào tạo. Về sau Dani có tham gia phiên bản drama của video nhạc "Day by Day". Ngày 14 tháng 6 năm 2012, Core Contents Media giới thiệu thêm thành viên Areum 18 tuổi, cô chính thức ra mắt cùng T-ara trong đĩa đơn "Day by Day" của nhóm.
T-ara phát hành album tiếng Nhật đầu tiên mang tên Jewelry Box vào ngày 6 tháng 6 năm 2012. Album xếp ở vị trí thứ 2 trên bảng xếp hạng Oricon với doanh số 57.102 bản ở tuần đầu, và 14.276 bản ở tuần thứ hai, nâng doanh số lên 104.478 bản tính đến cuối năm. Album được chứng nhận Vàng từ Hiệp hội Công nghiệp ghi âm Nhật Bản với doanh số hơn 100.000 bản. Nhóm cũng bắt tay thực hiện chuyến lưu diễn Nhật Bản đầu tiên với tên gọi T-ara Japan Tour 2012: Jewelry Box tại Nagoya vào ngày 19 tháng 6 và kết thức ở Tokyo vào 26 tháng 7. Lượng người tham dự được dự tính trên 40.000 người. Trước khi ra mắt album, nhóm đã phát hành bốn đĩa đơn tiếng Nhật là "Bo Peep Bo Peep", "Yayaya", "Roly-Poly" và "Lovey-Dovey".

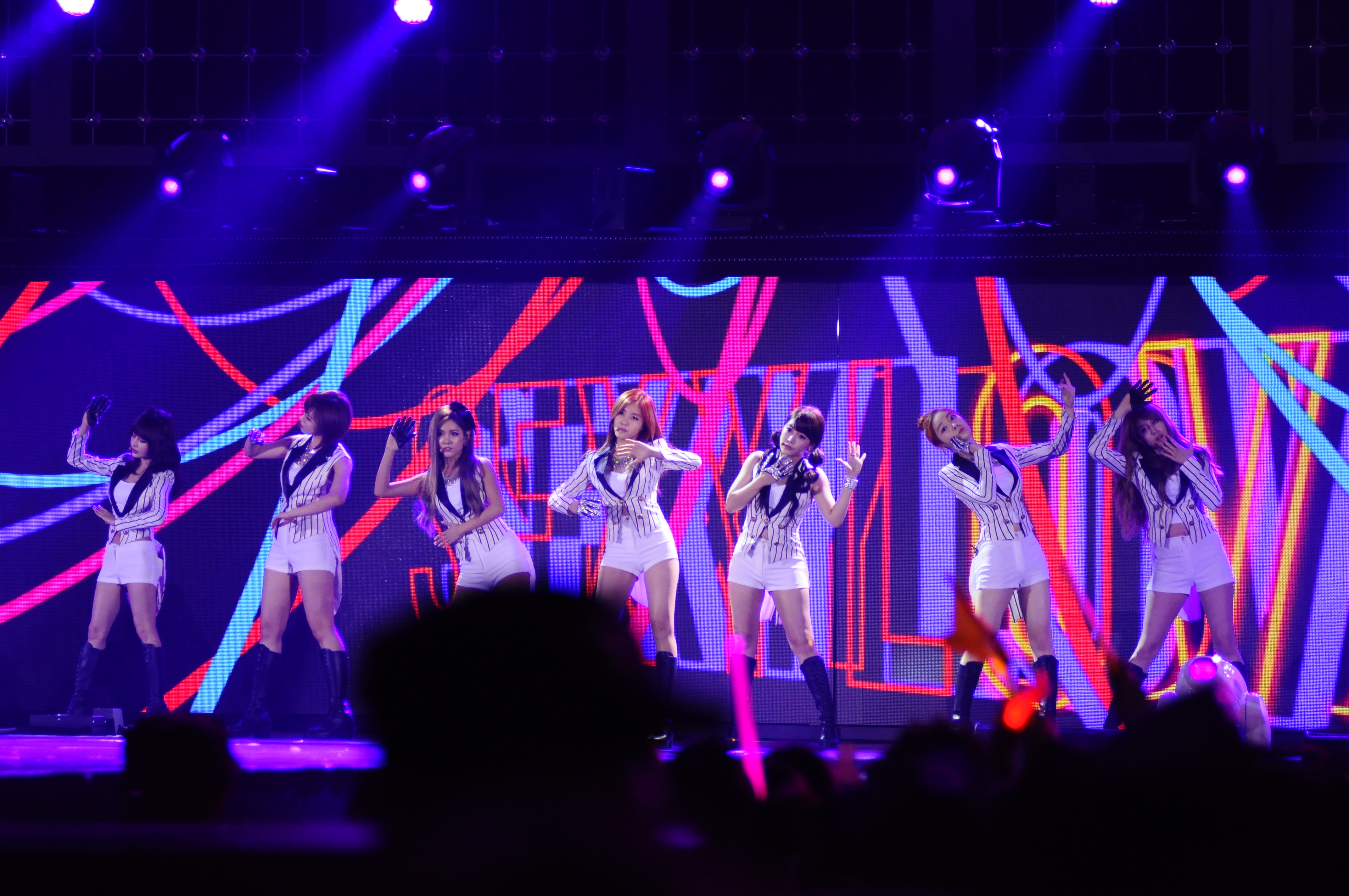
T-ara biểu diễn "Sexy Love" tại Hà Nội, Việt Nam vào ngày 29 tháng 11 năm 2012.

Ngày 29 tháng 6, T-ara công bố hình ảnh đầu tiên cho ca khúc mới. Ngày 3 tháng 7 năm 2012, T-ara phát hành đĩa mở rộng thứ tư Day by Day đạt vị trí thứ 5 trên Gaon tuần và thứ 4 trên Gaon tháng với doanh số 40.928 bản. Ca khúc chủ đề cùng tên "Day by Day" phát hành cùng ngày leo lên vị trí thứ 2 trên Gaon và Billboard Korea K-Pop Hot 100. Video nhạc của "Day by Day" dài 20 phút thuộc thể loại khoa học viễn tưởng về các anh hùng trong tương lai năm 2330. Phần thứ hai cũng được phát hành vào tháng 9. Dịp này ghi dấu sự ra mắt của thành viên thứ tám của nhóm là Areum và đây là đĩa đơn duy nhất của T-ara có sự tham gia giữa tám thành viên. Đến ngày 9 tháng 7, T-ara ra mắt thêm video nhạc phiên bản dance cho "Day by Day" với sự hướng dẫn vũ đạo của Jonte Moaning.
T-ara là nhóm nhạc nữ Hàn Quốc đầu tiên được biểu diễn ở Budokan với tổng cộng 20.000 người hâm mộ, được tổ chức vào ngày 25 và 26 tháng 7. Trong đó, Hwayoung chỉ biểu diễn bài hát "Day by Day" do một chân bị chấn thương. Vấn đề bắt đầu khi thành viên Eunjung, Soyeon, Hyomin và Jiyeon viết "bóng gió" lên Twitter. Sau đó, Hwayoung và chị gái Hyoyoung viết lên Twitter để nói về một người xấu nào đó mà cuối cùng đã làm cho cư dân mạng và các phương tiện truyền thông của Hàn Quốc cho rằng có một cuộc xung đột xảy ra trong nhóm. Cư dân mạng bắt đầu gửi nhiều thông điệp và lan truyền tin đồn rằng Hwayoung bị bắt nạt là có thật. Họ cũng tìm được nhiều bằng chứng để chứng minh cho vụ việc này. Ngày 30 tháng 7 năm 2012, Core Contents Media bất ngờ thông báo về việc thành viên Hwayoung rời nhóm. Tổng giám đốc Kim Kwang-soo tuyên bố rằng công ty đã chấm dứt hợp đồng với Hwayoung do "chiếu theo ý kiến phàn nàn của 19 người trong đội ngũ 'những người liên quan' với T-ara". Ông phát biểu rằng vấn đề bắt nạt không phải là nguyên nhân dẫn đến vụ việc rời nhóm này và ý nghĩa của những dòng Twitter mà các thành viên T-ara đã viết cũng không không ám chỉ đến ai. Các doanh nghiệp lớn được T-ara làm đại sứ như: Tony Moly, Daewoo, Look Optical đều hủy hợp đồng với nhóm dù hợp đồng vẫn chưa hết hạng. Các thành viên T-ara đều tuyên bố rằng sự thật về chuyện bắt nạt đã bị các cư dân mạng xuyên tạc, nhưng mặt khác họ cũng xác nhận rằng giữa họ có xảy ra xung đột. Về sau có thông báo rằng kế hoạch trở lại của nhóm sẽ không có gì thay đổi; tuy nhiên, người đại diện đã rút lại lời nói trên và thông báo rằng màn biểu diễn trở lại sẽ bị hoãn vô hạn.
Ngày 30 tháng 8, Core Contents Media thông báo rằng T-ara sẽ phát hành mini-album thứ bảy vào tháng 9. Đĩa đơn quảng bá cho album là ca khúc mang hình tượng robot "Sexy Love" với sự hợp tác thứ tư của nhóm giữa Shinsadong Tiger và Choi Kyu-sung. Mirage, bản phát hành lại của đĩa mở rộng thứ 4 ra mắt vào ngày 3 tháng 9 năm 2012 với hai đĩa đơn đã leo lên vị trí thứ 2 theo Gaon tuần
và thứ 5 theo Gaon tháng. "Sexy Love" phát hành cùng ngày giữ vị trí thứ 4 trên Gaon và thứ 3 trên Billboard Hàn Quốc. Đĩa đơn thứ hai là bản ballad "Day and Night" (tiếng Hàn Quốc: 낮과 밤) phát hành sau đó vào ngày 8 tháng 9 là sản phẩm hợp tác giữa thành viên Areum (T-ara), Gun-ji (Gavy NJ) và Shannon Pix.
Ngày 25 tháng 9 năm 2012, T-ara phát hành album ảnh phiên bản giới hạn đặc biệt từ chuyến đi châu Âu của nhóm mang tên T-ara's Free Time in Paris and Swiss. Album bán được hơn 15.000 bản trong khi Core Contents Media chỉ giới hạn 7.000 bản. Ngày 10 tháng 9 năm 2012, T-ara thông báo rằng nhóm sẽ phát hành album nhạc tuyển chọn các bài hát hay nhất tại Nhật Bản, bao gồm 14 đĩa đơn tiếng Hàn tính đến thời điểm hiện tại (ngoại trừ "Day by Day" và "Sexy Love") nhân dịp kỷ niệm một năm ngày ra mắt ở Nhật. Album mang tên T-ara's Best of Best 2009-2012: Korean ver. được lên kệ vào ngày 10 tháng 10 bởi hãng EMI Music Japan. Ngày 26 tháng 9, T-ara phát hành bản tiếng Nhật của "Day by Day", chủ yếu gồm các cảnh lấy từ video nhạc tiếng Hàn của bài. Đến ngày 14 tháng 11, nhóm phát hành phiên bản tiếng Nhật của "Sexy Love" với ba phiên bản.

### 2013: Lập nhóm nhỏ,Treasure Box, Areum tách nhóm vàAgain

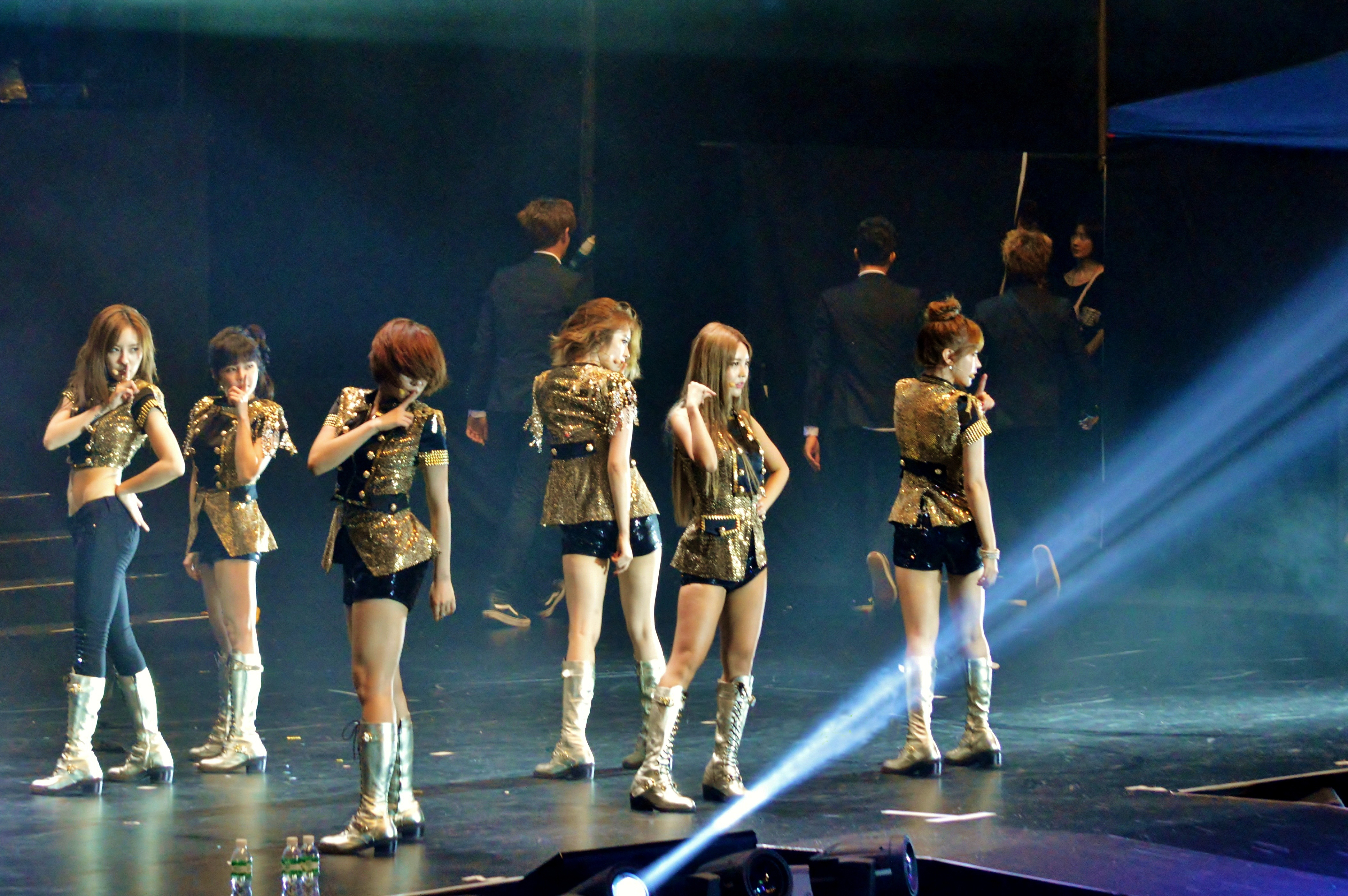
T-ara biểu diễn "Cry Cry" tại Hồng Kông vào ngày 10 tháng 8 năm 2013 với 8.000 người hâm mộ.

Ngày 20 tháng 3 năm 2013, T-ara ra mắt đĩa đơn tiếng Nhật thứ sáu "Bunny Style!" (バニスタ! Banisuta!). Đĩa đơn với 10 phiên bản khác nhau: bảy phiên bản thường là những bản do từng thành viên trong nhóm hát đơn ca và ba phiên bản giới hạn là do các nhóm nhỏ trình bày. Bunny Style! (mặt A) là đĩa đơn tiếng Nhật nguyên bản đầu tiên của nhóm. Để quảng bá cho đĩa đơn này, T-ara đã tiến hành nhiều buổi diễn đặc biệt tại 10 thành phố của Nhật Bản, bắt đầu từ ngày 20 tháng 2 tại Sapporo Factory Atrium và kết thúc vào ngày 9 tháng 3 tại Seagull Square ở Nagasaki. Chuyến lưu diễn được phát trên kênh chính thức của nhóm là Nico Nico Douga. Bunny Style! giữ vị trí thứ 2 trên bảng xếp hạng Oricon tuần và tháng, thứ 3 trên Billboard Japan Hot 100.
Tháng 4 năm 2013, Core Contents Media thông báo về việc T-ara sẽ lập nhóm nhỏ mang tên T-ara N4 với bốn thành viên gồm Eunjung, Hyomin, Jiyeon và Areum. Tên nhóm là viết tắt của từ "T-ara Brand New 4" nhằm biểu thị sự thay đổi của bốn thành viên. T-ara N4 ra mắt công chúng ngày 29 tháng 4 năm 2013 bằng đĩa đơn "Countryside Life" (tiếng Hàn Quốc: 전원일기) do Duble Sidekick sản xuất và bán được 27.586 bản. Đến tháng 6 cùng năm, T-ara ra mắt thêm nhóm nhỏ thứ hai gồm 3 thành viên Qri, Boram và Soyeon tên QBS.
Ngày 10 tháng 7 năm 2013, Core Contents Media ra video xác nhận việc Areum rời nhóm để theo đuổi sự nghiệp hát đơn với dòng nhạc hip-hop (khác với phong cách âm nhạc của T-ara). Ngày 12 tháng 7, Core Contents Media thông báo Dani sẽ thay thế vị trí của Areum trong nhóm T-ara N4 để tham gia các chương trình quảng bá trong nước và quốc tế nhưng sẽ không thay Areum để làm thành viên T-ara. Dani sẽ tham gia quảng bá cùng Eunjung, Hyomin và Jiyeon với tư cách thành viên của T-ara N4 nhờ có vốn tiếng Anh lưu loát. Ngày 12-13 tháng 7 năm 2013, T-ara biểu diễn tại Budokan nhằm chào mừng việc ra mắt album bằng tiếng Nhật thứ hai Treasure Box với 9.000 người hâm mộ. Cùng ngày, T-ara thông báo rằng Qri là trưởng nhóm mới của T-ara. Tiêu đề của album được tiết lộ vào ngày 15 tháng 6 cùng với 13 bài hát mới, concept của album là "kho báu" (宝探し "takarasagashi"). Ngày 1 tháng 8, T-ara hợp tác cùng Davichi và Skull trong bản kỹ thuật số "Painkiller" (tiếng Hàn Quốc: 비키니, Bikini); nhân vật chính của video nhạc là Ji-yeon.
Ngày 16 tháng 9, Core Contents Media thông báo T-ara sẽ trở lại vào tháng 10. Ngày 10 tháng 10 năm 2013, T-ara phát hành đĩa mở rộng thứ tám có nhan đề Again và hai video nhạc "Number Nine" (tiếng Hàn Quốc: 넘버나인) và "Because I Know" (tiếng Hàn Quốc: 느낌 아니까). Là ca khúc sáng tác chung của Shinsadong Tiger và Choi Kyu Sung, "Number 9" được biểu diễn lần đầu tiên tại Hallyu Dream Concert 2013 cùng với "Sexy Love" vào ngày 6 tháng 10. Đến ngày 17 tháng 10, T-ara phát hành video thứ hai cho "Number Nine" với các cảnh quay của nhóm chạy xe Jeep trên sa mạc. Ở lần trở lại này, T-ara chính thức hoạt động với sáu thành viên, sau sự ra đi của Areum vào mùa hè. Again giữ vị trí thứ 2 trên Gaon; còn đĩa đơn "Number 9" đạt vị trí thứ 4 trên Korea K-Pop Hot 100 và thứ 7 trên Bảng xếp hạng Bài hát kỹ thuật số thế giới.
Ngày 4 tháng 12 năm 2013, T-ara phát hành bản repackage Again 1977 với ca khúc chủ đề "What Do I Do?" và "Again 1977". Bài hát được Shinsadong Tiger và Polar Bear phổ lại dựa theo một bản hit ở College Music Festival năm 1977. "What Should I Do?" ("Sand Pebbles") do Mr. Yeo Byung Seop viết lời, ca khúc mang giải điệu pop dance hơi hướng retro, vui nhộn, đầy màu sắc và cùng những động tác vũ đạo bắt mắt. Video nhạc của "What Should I Do?" được thực hiện theo phong cách nhạc kịch, vừa có bản ballad, vừa có dance.
Nhân dịp Giáng sinh 2013, vào ngày 14 tháng 12, nhóm tiếp tục ra một ca khúc ballad ngọt ngào, sâu lắng - "Hide And Seek". Được sáng tác bởi Park Duk Sang và Park Hyun Joong, T-ara dự định đưa vào mini album Again 1977 (Repackage). Tuy nhiên họ quyết định phát hành vào dịp Giáng Sinh, nhưng đã ra trước Giáng Sinh một vài ngày và nằm trong bản repackage thứ hai của Again là White Winter.

### 2014: Các dự án solo,Gossip Girls,And & Endvà "Little Apple"

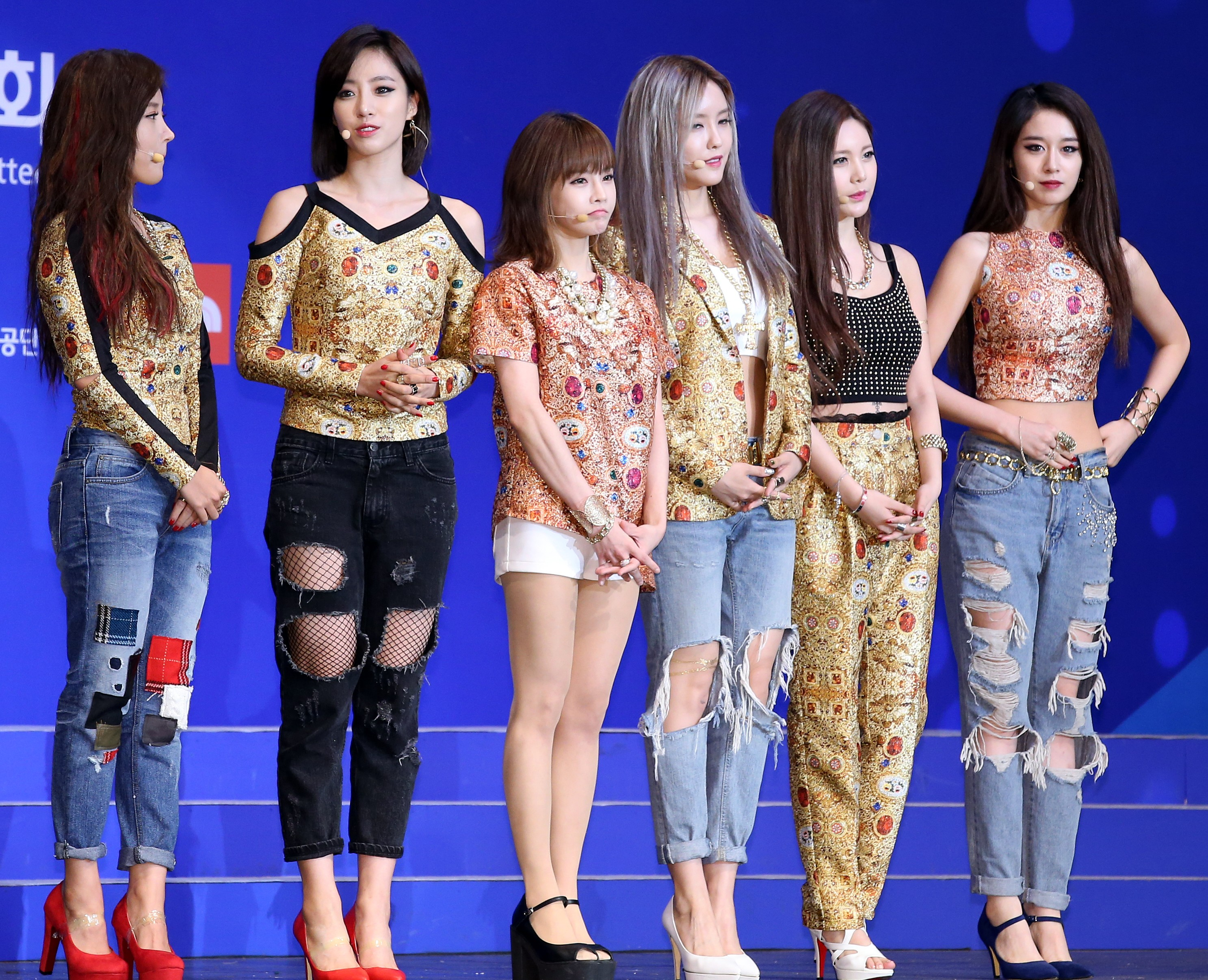
T-ara tại công viên Olympic, Songpa-Gu, Seoul vào ngày 11 tháng 9 năm 2014.

T-ara được xếp thứ 7 là nhóm nhạc với hầu hết các bài hát hit #1 đứng đầu trên các bảng xếp hạng âm nhạc kỹ thuật số trong thập kỷ qua (mặc dù ra mắt hơn 4.5 năm trước), với 13 bài hát. Ngày 5 tháng 3, T-ara trở lại Nhật Bản với bộ đôi đĩa đơn A-side thứ 9 "Lead The Way" và "LA'booN". Ngày 21 tháng 2 năm 2014, T-ara phát hành ca khúc "First Love" gồm bộ ba Jiyeon, Hyomin, Soyeon hợp tác cùng Choi Eunbin (Produce 101), ca khúc được sáng tác bởi Cho Young-soo và nằm trong album All-Star của nhạc sĩ này.
Theo thông tin tiết lộ từ công ty quản lý, Jiyeon và Hyomin sẽ ra mắt solo, họ đang xem xét việc thúc đẩy cùng lúc nhưng họ cũng xem xét việc cho Jiyeon ra mắt vào tháng 5 và Hyomin ra mắt vào tháng 6. Ngày 21 tháng 3, Core Contents Media Nhật Bản thông báo rằng T-ara phát hành album phòng thu thứ ba Gossip Girls tại Nhật vào ngày 14 tháng 5 năm 2014 với ba phiên bản là Diamond, Sapphire và Pearl.
Ngày 30 tháng 4, Jiyeon có màn trở lại như một nghệ sĩ solo, cô là thành viên đầu tiên của T-ara tách ra để hát đơn. Ngày 20 tháng 5, Jiyeon phát hành đĩa mở rộng đầu tay Never Ever cùng với ca khúc chủ đề có tên tiếng Hàn "1 Minute 1 Second". Album giữ vị trí thứ 3 trên Gaon với doanh số 15.639 bản. Sau đó, thành viên Hyomin ra mắt EP solo Make Up với đĩa đơn "Nice Body" kết hợp cùng rapper Loco vào 30 tháng 6 năm 2014. Album giành vị trí thứ 6 ở Gaon tuần và 15 theo Gaon tháng.
Ngày 6 tháng 8 năm 2014, có thông báo rằng T-ara sẽ trở lại với một album vào tháng sau. Ngày 10 tháng 9, T-ara tập hợp lại đội hình và ra mắt đĩa mở rộng And & End với 7 bài hát và ca khúc chủ đề thuộc dòng nhạc EDM sôi động mang tên "Sugar Free". Ca khúc được sản xuất bởi Beom & Nang và Shinsadong Tiger - nhạc sĩ đã làm nên tên tuổi cho nhóm qua các hit "Roly-Poly", "Lovey-Dovey", "Number 9". Đĩa đơn đạt vị trí thứ 4 trên Bảng xếp hạng Bài hát kỹ thuật số thế giới (Billboard's World Digital Songs) và thứ 12 cho album trên Bảng xếp hạng album thế giới (World Albums Chart). Ngoài ra, T-ara còn quảng bá ca khúc "I Don't Want You". Ngày 24 tháng 9, album remix theo phong cách nhạc điện tử, nhạc sàn được phát hành cùng tên gọi EDM Club Sugar Free Edition với 16 bài hát. Album bao gồm một phiên bản tiếng Anh của "Sugar Free", đó là bài hát đầu tiên của T-ara được thu âm bằng tiếng Anh.
Ngày 13 tháng 10, T-ara ký hợp đồng trị giá 5 tỷ won (~300 triệu nhân dân tệ) với công ty Longzhen Culture Development; với bản hợp đồng này, có khả năng T-ara sẽ nâng cao lợi nhuận hàng năm lên 16.5 tỷ won. Ngày 24 tháng 11, T-ara ra mắt đội hình gồm bốn thành viên Qri, Eunjung, Hyomin và Jiyeon để quảng bá bài hát Hoa ngữ "Little Apple", một bản hit tiếng Trung của nhóm nhạc Chopstick Brothers. "Little Apple" lấy cảm hứng từ diễn viên nổi tiếng Lý Tiểu Long. Video âm nhạc đánh dấu con đường Trung tiến đầy tiềm năng của nhóm, MV mới ra mắt được hai ngày đã thu hút được 8 triệu lượt xem trên trang Tudou của Trung Quốc, đứng đầu 16 tuần trên các bảng xếp hạng và được chọn là bài hát nổi tiếng nhất Trung Quốc. MV của bài hát có sự diễn xuất của Seung Hee từ F-ve Dolls và Dani từ T-ara N4.
Ngày 25 tháng 12, T-ara có buổi hòa nhạc đầu tiên ở quê nhà Hàn Quốc sau nhiều năm biểu diễn ở nước ngoài. Buổi hòa nhạc mang tên 'Dear My Family' và được tổ chức tại COEX Auditorium, Samseongdong, Seoul với 1.100 người hâm mộ.

### 2015: Eunjung solo, 'T-ara Great China Tour' vàSo Good

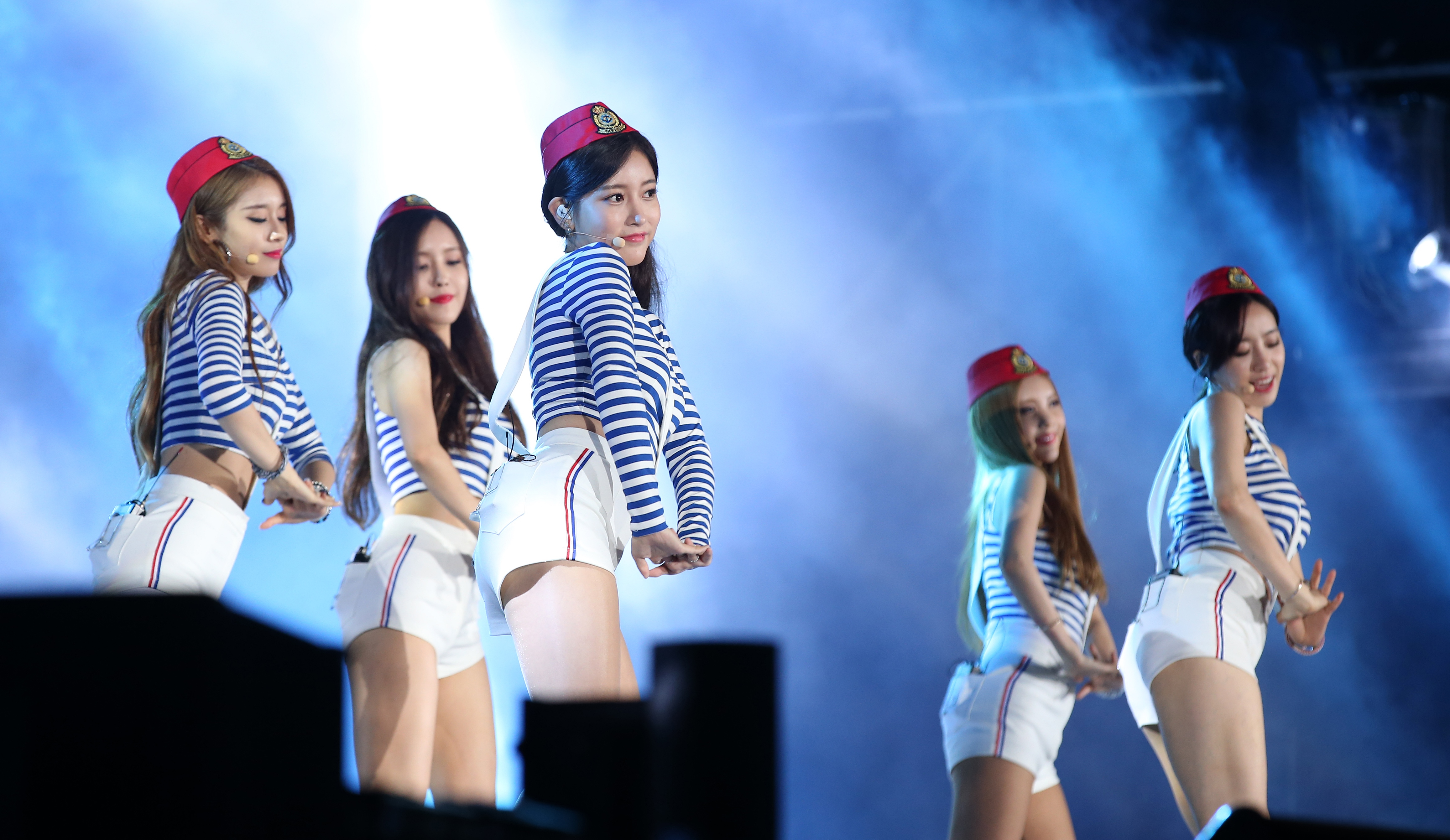
T-ara tại Summer K-pop Festival năm 2015.

Ngày 10 tháng 1 năm 2015, T-ara tổ chức mini show tại Thành phố Hồ Chí Minh với hơn 3.000 fan Việt Nam tham gia cùng với nhiều fan quốc tế. Ngày 27 tháng 3, MBK Entertainment thông báo rằng Eunjung là thành viên thứ ba của T-ara ra hoạt động solo. Ngày 9 tháng 5 năm 2015, Elsie (nghệ danh của Eunjung) phát hành đĩa mở rộng đầu tay I'm Good. Ca khúc chủ đề cùng tên "I'm Good" là sự hợp tác lần đầu giữa Elsie và K.Will. Trước đó vào ngày 3 tháng 2, MBK Entertainment ra mắt dự án "TS" với các thần tượng cùng công ty (T-ara, The SeeYa, Speed) và nữ ca sĩ solo Seung-hee, sản phẩm mang tên "Don't Forget Me". Đến tháng 3, T-ara cùng với Sistar và nam rapper Taboo (Black Eyed Peas) tham gia biểu diễn cho cho lễ đăng quang Sultan Of Johor của Malaysia tại Johor Bahru, sự kiện thu hút 50.000 khán giả. Ngày 20 tháng 6 năm 2015, T-ara khởi động chuyến lưu diễn 'T-ara Great China Tour' tại tỉnh Nam Kinh. Sau đó, nhóm biểu diễn đến các tỉnh Bắc Kinh, Hợp Phì và Quảng Châu đến cuối năm. Đây là lần tổ chức biểu diễn đầu tiên sau khi nhóm ký hợp đồng với công ty Banana Plan.
Năm 2015, MBK Entertainment thông báo rằng T-ara sẽ có màn trở lại vào hè tháng 8. Ngày 4 tháng 8, T-ara có sự trở lại với đĩa đơn "So Crazy" (tiếng Hàn Quốc: 완전 미쳤네) cùng mini-album thứ 11 So Good đã vượt qua triệu lượt xem trong 2 ngày. Cũng trong tháng này, Queen's (Fandom chính thức của T-ara) giành chức vô địch tại Fan Army Face-Off do Billboard tổ chức với 1.153.002 phiếu bầu trên 64 trang Major Fanbases trên toàn thế giới.

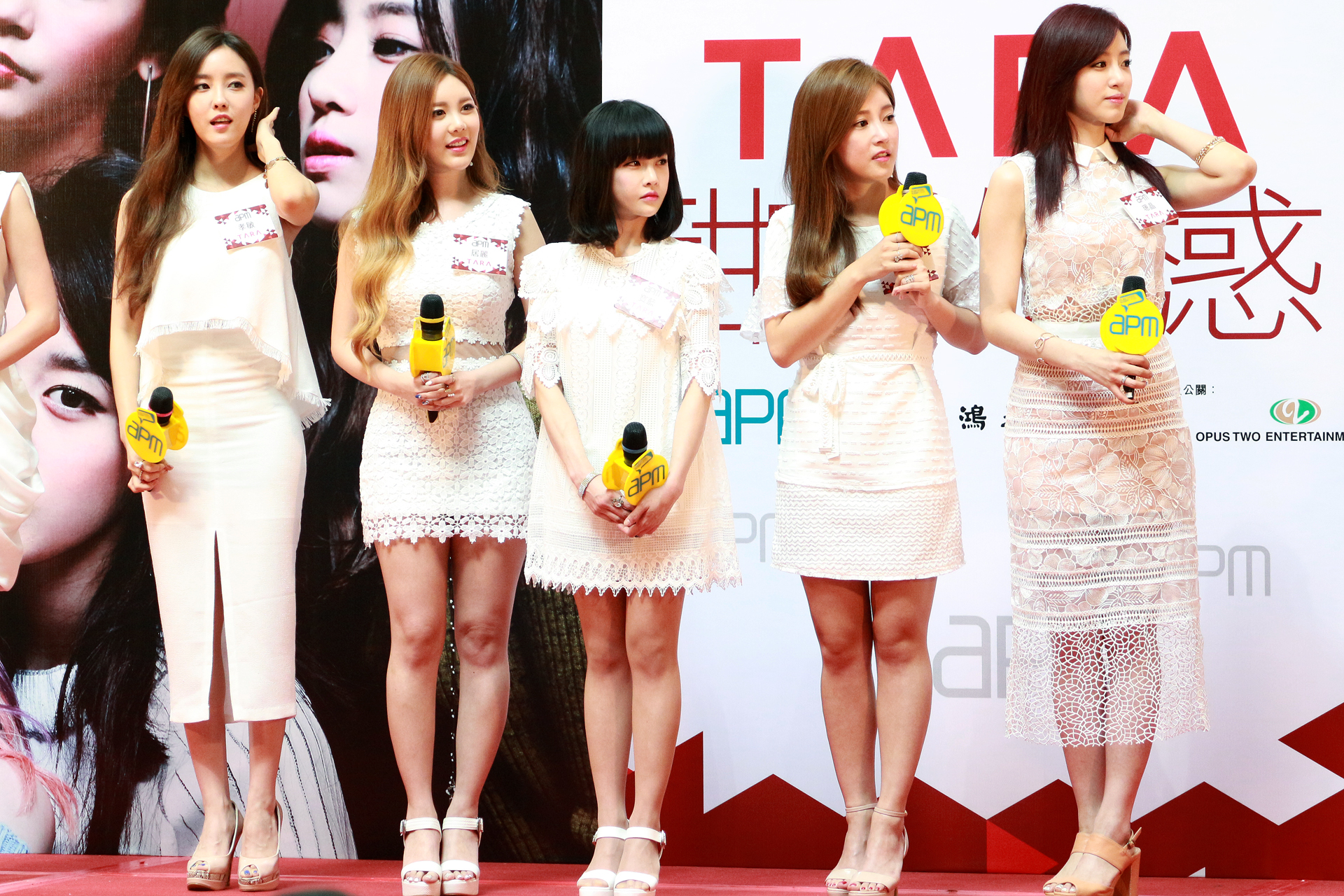
T-ara quảng bá Sweet Temptation tại Hồng Kồng vào ngày 15 tháng 6.

Ngày 14 tháng 10, Eunjung phát hành thêm đĩa mở rộng thứ hai Goodbye. Đĩa đơn cùng tên được dùng làm nhạc phim trong web drama Only for You (một trong sáu web-drama của Sweet Temptation). Sweet Temptation có tất cả sáu phần do được từng thành viên trong nhóm tham gia diễn xuất và được sản xuất bởi Core Contents Media và SBS MTV, Sweet Temptation được phát sóng tại Hàn Quốc và Trung Quốc.

### 2016: Hyomin solo vàRemember

T-ara tại Dream Concert 2016.

Hyomin chính thức có sự trở lại với đĩa mở rộng thứ hai vào ngày 17 tháng 3 với hai ca khúc chủ đề là "Sketch" và "Gold". Hyomin cũng tổ chức một showcase vào ngày 16 tháng 3 tại Hapjeong-dong, Seoul để quảng bá cho Sketch. Cũng trong tháng 3, T-ara đến Việt Nam để quảng bá cho hãng điện thoại Pantech và giao lưu với người hâm mộ Việt Nam trong ba ngày. Ngày 17 tháng 9, T-ara có buổi hòa nhạc thứ năm trong chuyến lưu diễn 'T-ara Great China Tour' được bắt đầu vào giữa năm 2015. Buổi diễn được tổ chức tại Mercedes-Benz Arena, Thượng Hải đã thu hút 8.500 người hâm mộ tham gia.
Năm 2016, tờ Dong-a Ilbo mở cuộc thăm dò về các thần tượng Hàn Quốc có tầm ảnh hưởng nhất trong 20 năm với 30 chuyên gia tham gia và 2.000 người bình chọn. Ở hạng mục "Top 14 bài hát được yêu thích nhất", T-ara đứng thứ 14 với ca khúc "Roly-Poly".
Ngày 14 tháng 10, MBK Entertainment thông báo rằng T-ara sẽ trở lại vào tháng 11. Ngày 9 tháng 11, T-ara phát hành mini-album thứ 12 Remember với ca khúc chủ đề "Tiamo" (tiếng Hàn Quốc: 띠아모, I Love You) đã nhận được 130 triệu lượt xem trong một tuần tại trang Tudou ở Trung Quốc. Cùng ngày, T-ara tổ chức showcase tại Blue Square Samsung Hall để bắt đầu quảng bá cho album mới.

### 2017: Scandal "bắt nạt" được minh oan, Boram, Soyeon rời nhóm vàWhat's My Name?

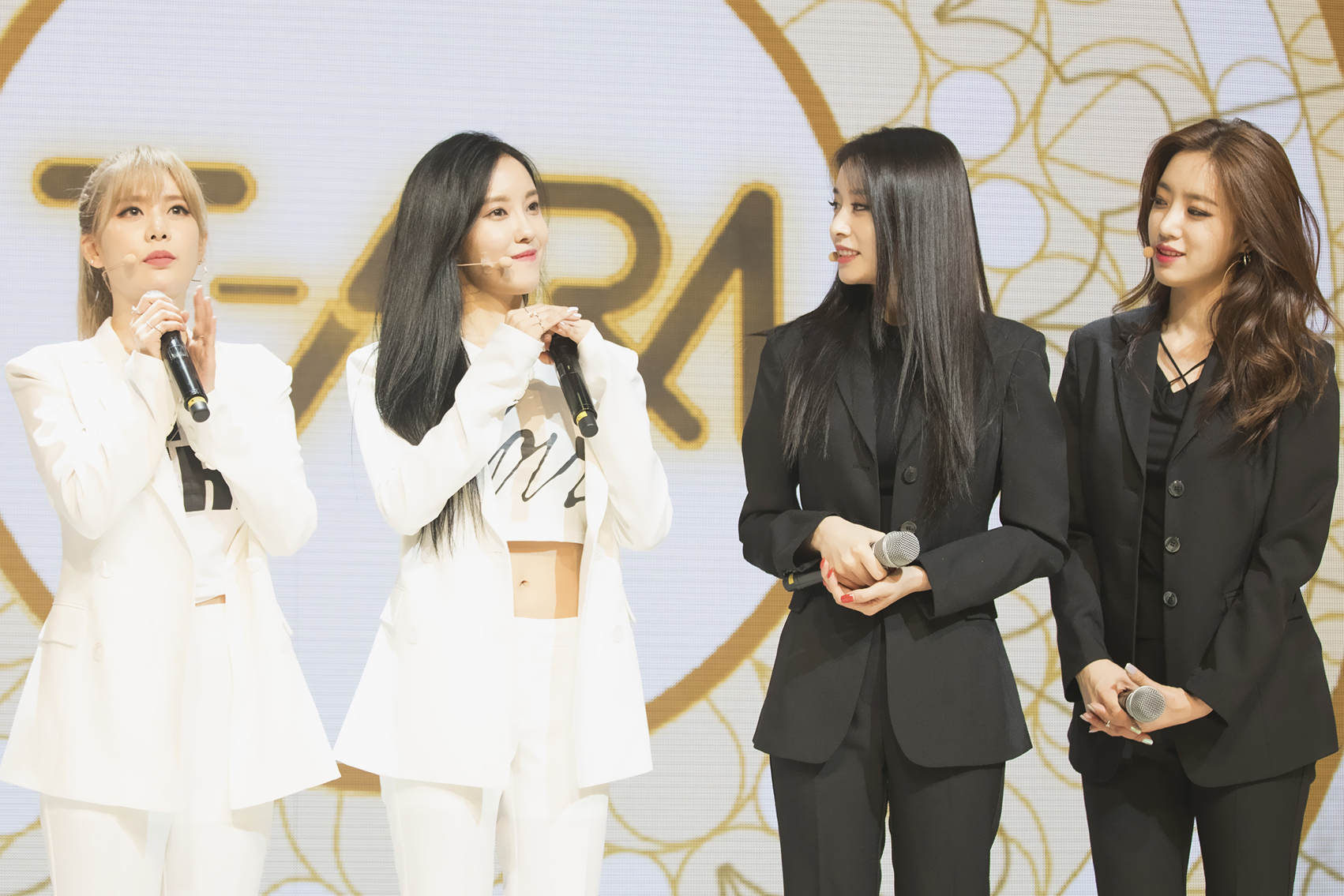
T-ara tại showcase ra mắt "What's My Name?" năm 2017.

Đầu tháng 2 năm 2017, T-ara được minh oan sau 6 năm về scandal "bắt nạt" giữa cựu thành viên Hwayoung và T-ara nổ ra vào giữa năm 2012. Theo lời của ông Kim Kwang Soo - CEO công ty MBK Entertainment trả lời trên tờ Sports Seoul, công ty đã không lên tiếng làm rõ và đính chính sự việc nên các thành viên T-ara đã bị hiểu lầm là bắt nạt thành viên Hwayoung. Một nhân viên đã tiết lộ rằng Hwayoung không hề bị chấn thương như cô ấy đã nói, điều này khiến các thành viên T-ara cảm thấy không công bằng nên họ đã có những phát ngôn áp chỉ Hwayoung trên Twitter, sau dẫn đến việc hiểu lầm T-ara bắt nạt Hwayoung. Chị Hwayoung là Hyoyoung còn gửi tin nhắn đe dọa Ahreum khiến các thành viên bức xúc. Hai năm trước, một quản lý cũ của T-ara đã minh oan và nói rằng đoạn tin nhắn đe dọa là có thật nhưng khán giả Hàn Quốc lúc ấy không còn tin tưởng nhóm nữa.
Ngày 6 tháng 3 năm 2017, MBK Entertainment thông báo T-ara sẽ phát hành album cuối cùng của nhóm vào tháng 5; đồng thời, hai thành viên là Boram và Soyeon cũng sẽ chấm dứt hợp đồng sau khi album được phát hành. Bốn thành viên còn lại là Qri, Eunjung, Hyomin và Jiyeon sẽ gia hạn hợp đồng với công ty cho đến ngày 31 tháng 12 năm 2017. Nhưng đến ngày 7 tháng 5, công ty thông báo lại kế hoạch của nhóm sẽ thay đổi và album được dời lại để phát hành vào tháng 6 năm 2017, do đó Boram và Soyeon không thể tham gia cùng nhóm bởi hết hạn hợp đồng. Ngày 13 tháng 5 năm 2017, T-ara có buổi biểu diễn hòa nhạc tại Đài Loan, đây là lần cuối cùng T-ara trình diễn với tư cách là 6 thành viên. Ngày 14 tháng 6 năm 2017, T-ara trở lại với EP cuối cùng What's My Name? với ca khúc chủ đề cùng tên. Ngoài ra, EP còn 4 phiên bản khác nhau do từng thành viên thể hiện. Tại chương trình The Show ngày 20 tháng 6, T-ara đã có chiến thắng đầu tiên sau 5 năm với ca khúc "What's My Name?", đây là chiếc cúp đầu tiên mà nhóm nhận được sau lần cuối cùng nhận cúp vào tháng 2 năm 2012.
Ngày 4 tháng 11, T-ara tổ chức concert đầu tiên tại Việt Nam sau nhiều lần đến đây biểu diễn. Đêm diễn được tổ chức ở sân vận động Phú Thọ, Thành phố Hồ Chí Minh với 10.000 khán giả tham gia. Nhóm cũng trích một phần lợi nhuận cho các hoạt động thiện nguyện, giúp đỡ những hoàn cảnh khó khăn tại Việt Nam nhân dịp kỷ niệm 25 năm quan hệ ngoại giao Việt - Hàn.

### 2018–nay: Rời MBK Entertaiment, hoạt động riêng vàRe:T-ARA
Ngày 3 tháng 1 năm 2018, thông qua tài khoản Instagram của mình, Hyomin nói rằng cô ấy, Jiyeon, Eunjung và Qri quyết định không gia hạn hợp đồng với công ty quản lý MBK Entertaiment, do đó cả nhóm sẽ rời công ty. Công ty sau đó cũng lên tiếng xác nhận việc này, tuy nhiên các thành viên T-ara chỉ nói nhóm rời công ty chứ không nói nhóm tan rã. MBK cũng thông báo rằng thương hiệu "T-ara" đã được họ đăng ký trước đó vào ngày 28 tháng 12 năm 2017. Tuy nhiên, các thành viên không đồng ý nên nhóm đã nộp hồ sơ nêu lý do từ chối thương hiệu của MBK Entertainment vào ngày 19 tháng 1. Sau cùng, Cục sở hữu trí tuệ Hàn Quốc đã từ chối thương hiệu "T-ara" mà MBK đăng ký, do đó nhóm có thể sử dụng cái tên "T-ara" có các mục đích thương mại.
Ngày 2 tháng 10 năm 2020, T-ara tham gia buổi biểu diễn trong chương trình MMTG CONCERT 2020 nhân dịp lễ Chuseok của đài SBS. Nhóm đã trở lại lần đầu tiên trên sân khấu âm nhạc với đầy đủ bốn thành viên kể từ 3 năm trước.
Ngày 1 tháng 7 năm 2021, T-ara tái hợp một lần nữa để ghi hình cho chương trình Knowing Bros của đài JTBC. Ngày 29 tháng 7, T-ara thông qua buổi phát trực tiếp nhân kỷ niệm 12 năm hoạt động trên V Live để thông báo rằng nhóm sẽ trở lại lần đầu tiên sau bốn năm vào trước mùa đông năm 2021. T-ara chính thức trở lại bằng EP Re:T-ara vào ngày 15 tháng 11 năm 2021, với sự hợp tác của Dingo Music. Mini-lbum bao gồm 2 bài hát là "TIKI TAKA" và "All Kill", được sáng tác bởi Cho Young-soo và Lee Yoo-jin, hai nhạc sỹ đã hợp tác trước đó với nhóm vào năm 2011 cho Black Eyes. Các thành viên cũng chi 100% kinh phí cho lần trở lại này do nhóm không có công ty quản lý, tổng bán ra được 53,956 bản. Ngày 21 tháng 11, T-ara tổ chức fanmeeting mang tên "T-ARA 2021 FAN PARTY" để quảng bá cho sản phẩm mới.

## Nhóm nhỏ

### T-ara N4
Tháng 4 năm 2013, Core Contents Media xác nhận việc thành lập nhóm nhạc nhỏ đầu tiên của T-ara là T-ara N4 (tiếng Hàn Quốc: 티아라 엔포), bao gồm bốn thành viên Eunjung, Hyomin, Jiyeon và Areum. Đĩa đơn đầu tay "Countryside Life" (tiếng Hàn Quốc: 전원일기, "Jeon Won Diary") ra mắt vào ngày 29 tháng 4 năm 2013 do Duble Sidekick sản xuất và được lấy cảm hứng từ bộ phim cùng tên vào thập niên 1980. Đĩa đơn này cũng phát hành phiên bản drama vào ngày 7 tháng 5 và được ra mắt tại thị trường Mỹ vào khoảng tháng 6 năm 2013 với sự giúp đỡ của Chris Brown.

### QBS
Tháng 5 năm 2013, có thông báo rằng ba thành viên còn lại của T-ara là Qri, Boram và Soyeon sẽ lập thêm một nhóm nhạc nhỏ nữa mang tên QBS. Nhóm sẽ tập trung vào thị trường Nhật Bản và ra mắt đĩa đơn đầu tay "Like The Wind" (tiếng Nhật: 風のように, Kaze no Youni) vào ngày 26 tháng 6 năm 2013, ca khúc được sáng tác bởi Takanori Fukuta. Để thúc đẩy quảng bá, QBS tổ chức một live show ở Quảng trường thành phố Sunshine tại Ikebukuro, Tokyo vào ngày 10 tháng 6 trước 2.000 người hâm mộ.

## Thành viên
T-ara ban đầu thành lập với cái tên Super Rookies cùng năm thành viên (gồm Jiae, Jiwon, Eunjung, Hyomin và Jiyeon). Nhóm đã được đào tạo chuyên nghiệp về kỹ năng thanh nhạc và khả năng diễn xuất trong ba năm ở Mnet Media. Tháng 4 năm 2009, nhóm phát hành ca khúc "Good Person" cho bộ phim Cinderella Man. Hai tháng sau, Jiae và Jiwon rời nhóm do khác biệt về phong cách âm nhạc; cùng lúc này, Boram, Soyeon và Qri vào nhóm. Ngày 29 tháng 7 năm 2009, nhóm chính thức ra mắt công chúng trong chương trình Radio Star và biểu diễn lần đầu trên sân khấu M! Countdown với "Lie" và "Wanna Play?".
Trước khi ra mắt, Qri từng làm người mẫu ảnh cho nhiều công ty và tham gia chơi bass trong ban nhạc rock Six Color. Cô tốt nghiệp cùng Boram ngành Nghiên cứu Nghệ thuật của trường Đại học Myungji. Boram là thế hệ thứ ba trong gia đình tham gia hoạt động nghệ thuật giống như ba Jeon Young-rok, mẹ Lee Mi-young, ông nội Hwang-hae và bà ngoại Baek Seol-hee, tất cả đều nổi tiếng. So-yeon, cô từng là thực tập sinh của SM Entertainment để chuẩn bị ra mắt với vai trò trưởng nhóm của Girls' Generation nhưng sau đó cô lại rời khỏi công ty vì lý do cá nhân. Năm 2005, Soyeon nhận giải thưởng vàng (1st Place) cho các cuộc thi hát CMB Chin Chin. Sau khi ra mắt, Soyeon đảm nhận vai trò giọng ca chính của nhóm. Eunjung và Jiyeon là hai thành viên của công ty được đào tạo về diễn xuất nhưng sau đó cả hai chuyển sang ca hát, khác với ý định ban đầu của họ. Năm 1995, Eunjung gia nhập làng giải trí thông qua cuộc thi Little Miss Korea và tham gia phim đầu tay A New Generation of Adults. Eunjung cũng là thành viên tham gia "màn ảnh nhỏ" nhiều nhất trong T-ara. Jiyeon, tuy là em út nhưng cô lại là gương mặt đại diện của nhóm. Còn Hyomin, cô từng làm thực tập sinh của JYP Entertainment để thay thế HyunA trong nhóm Wonder Girls nhưng sau đó cô đã rời công ty và gia nhập vào Core Contents Media.
Trong quá trình hoạt động, T-ara đã kết nạp thêm ba thành viên nữa là Hwa-young, Areum và Dani. Hoạt động được một thời gian, đến tháng 7 năm 2012, MBK buộc Hwayoung rời nhóm do scandal "bắt nạt" giữa cô và T-ara, Areum cũng rời nhóm vào tháng 7 năm 2013 do cô theo đuổi sự nghiệp hát đơn. Thành viên còn lại là Dani, cô vẫn còn trong quá trình đào tạo nhưng cũng rời công ty vào năm 2015. Cuối năm 2017, cả bốn thành viên còn lại của T-ara quyết định rời công ty MBK Entertaiment sau lần ra đi trước đó của Boram và Soyeon vào ngày 15 tháng 5 năm 2017.
Khi tất cả thành viên T-ara đều rời công ty, MBK Entertaiment và Qri, Eunjung, Hyomin, Jiyeon đã kiện nhau tranh chấp thương hiệu "T-ara" và phần thắng thuộc về 4 thành viên. Từ đây, các thành viên là Qri, Eunjung, Hyomin, Jiyeon có thể hoạt động dưới cái tên T-ara như một nhóm nhạc tự do.

## Hoạt động khác

### Quảng cáo
Trước khi ra mắt, T-ara nhận được đề nghị quảng cáo cho đồ uống, may mặc, mỹ phẩm và người bán thông tin liên lạc. Tháng 10 năm 2009, T-ara đã ký hợp đồng cho bộ phim thương mại đầu tiên Nonghyup Apples. Nhóm đã ghi âm bài hát "Apple Song" cho các CF, mà sau này đã đổi tên thành "Apple is A" và đưa vào album đầu tay Absolute First Album. Năm 2010, T-ara làm người mẫu cho các công ty như Mentholatum Korea, Tedtrong nước Parks và Olympus Cameras. Sau đó nhóm được chọn làm người mẫu cho Tedtrong nước Parks một lần nữa vào năm 2011. Trong tháng 2, T-ara và Supernova đã ký hợp đồng quảng cáo cho chuỗi nhà hàng Gusto của một gia đình tại Nhật Bản.
Năm 2011, T-ara làm người mẫu cho bộ phim thương mại của thương hiệu thể thao Spris, thương hiệu điện tử iRiver, công ty phần mềm Windysoft, lưu trữ quang học Look Optical, mì ăn liền Shin Ramyun, Crown Mountain. T-ara cũng ra mắt thương hiệu café của riêng mình có tên Cafe Page One và sẽ mở rộng 500 cửa hàng trên toàn quốc. Cafe Page One khai trương vào ngày 1 tháng 7 năm 2011, nơi mà các thành viên có mặt để chào đón và phục vụ các khách hàng. Cùng năm đó, T-ara được chọn làm người mẫu cho nhãn hiệu mỹ phẩm Tony Moly. Nhóm dự kiến sẽ làm người mẫu cho các thương hiệu không chỉ ở Hàn Quốc, Trung Quốc, Nhật Bản mà ở các nước châu Á khác. T-ara cũng là nhóm nhạc thần tượng đầu tiên ký hợp đồng với trung tâm mua sắm trực tuyến Hi-Mart. Vào ngày 6 tháng 2 năm 2012, T-ara đã ký hợp đồng một năm để làm người quảng cáo cho thương hiệu Gibalhan Chicken, số tiền mà nhóm nhận được là 1 tỷ won. Đại diện của thương hiệu chia sẻ: Chúng tôi đã chọn T-ara vì họ là nhóm nhạc được yêu thích ở nhiều lứa tuổi khác nhau, từ những thiếu niên đến người có độ tuổi 60 đều thích các ca khúc hit "Roly-Poly", "Cry Cry", "We Were in Love" và "Lovey-Dovey" của họ".
Vào tháng 9 năm 2013, T-ara đã ký hợp đồng đầu tiên của mình kể từ khi vụ bê bối của năm trước, làm hương hiệu cho thời trang Nhật Bản DPG. Vào đầu năm 2015, T-ara đã ký hợp đồng 1 triệu USD với Celucasn, một thương hiệu về quần áo của Trung Quốc. Đến tháng 11, T-ara làm phát ngôn viên cho trò chơi trực tuyến World of Warships ở Trung Quốc, ngoài ra, nhóm còn ra mắt "Cry Cry" phiên bản tiếng Trung là bài hát chủ đề chính thức.
Tháng 3 năm 2016, T-ara được mời làm đại sứ thương hiệu cho hãng điện thoại Hàn Quốc Pantech ở Việt Nam. Cùng năm, nhóm trở thành gương mặt đại diện để quảng cáo cho mỹ phẩm Honey Cells của hãng Brand Artbeaute ở Hàn Quốc.

### Phim ảnh
Ngoài việc tham gia các hoạt động âm nhạc, sáu thành viên T-ara cũng góp mặt trong nhiều dự án phim truyền hình lẫn điện ảnh. Eun-jung, cô được xem là thành viên tham gia màn ảnh diễn xuất nhiều nhất. Trước khi ra mắt cùng T-ara năm 2009, Eunjung đã góp vai cho nhiều bộ phim khác nhau như: A New Generation of Adults, White: The Melody of the Curse, Death Bell, Time Please Stop,... Cô đã đạt giải Ngôi sao mới trong MBC Dramma Award 2010 với phim Coffee House và Diễn viên mới xuất sắc nhất trong MBC Entertainment Awards 2011 ở phim We Got Married. Năm 2009, Boram vào vai Ami trong phim truyền hình một tập Purple Heeled Grim Reaper Is Coming trong khi Qri tham gia phim Queen Seon Deok với vai vợ Kim Yeo Shin. Đầu năm 2010, T-ara được làm khách mời trong phim Master Of Study do Ji-yeon thủ vai chính, phim này cũng giúp cô nhận được hai đề cử trong KBS Drama Awards. Năm 2011, Qri cùng Eun-jung góp mặt trong phim truyền hình King Geunchogo của đài KBS; Qri cũng xuất hiện với So-yeon với tư cách khách mời ở phim Giants. Cũng trong năm này, Hyomin nhận giải Nữ diễn viên mới xuất sắc nhất trong phim truyền hình MBC Gye Baek của MBC Drama Awards ở vai Cho Young. Đến năm 2011, Hyomin góp vai Yurin trong phim kinh dị Gisaeng Ryung thì Ji-yeon lại được làm khách mời ở phim Miss Ripley của đài MBC. Năm 2012, So-yeon và Ji-yeon góp vai vào hai bộ phim của đài KBS2 là Haeundae Lovers và Dream High 2. Những năm tiếp theo, các thành viên T-ara ít tham gia đóng phim hơn ngoài Eun-jung tiếp tục góp mặt ở các bộ phim như: Endless Love, I Love You From Today,... Năm 2015, T-ara phát hành dự án phim Sweet Temptation gồm sáu bản web-drama do từng thành viên trong nhóm tham gia diễn xuất và tập đầu sẽ lên sóng vào ngày 5 tháng 10.

### Từ thiện
Ngày 11 tháng 3 năm 2012, theo Core Contents Media cho biết, các thành viên của T-ara đã đồng ý tặng miễn phí bản quyền "Roly-Poly" của nhóm cho một cơ quan của tổ chức phi lợi nhuận để giúp các nạn nhân trong thảm họa hạt nhân Fukushima, đúng vào dịp kỷ niệm một năm khi tai nạn xảy ra. T-ara đã gửi lời quan tâm đến họ: Những đóng góp của chúng tôi tuy không thể làm cho những nạn nhân bớt đau khổ nhưng chúng tôi hy vọng sẽ giúp đỡ được các các bạn một phần nhỏ.
T-ara đã tổ chức sự kiện từ thiện Charity Bazaar vào ngày 14 tháng 12 năm 2013 tại Gangnam. Quần áo cũ của T-ara, các trang phục sân khấu được đóng góp từ cá thành viên Davichi, Ha Seok-jin, Hwang Jung-eum và Son Ho-jun đã được bán đấu giá. T-ara cho biết tổng số tiền thu được là 12.5 triệu won (tương đương 12.000 USD) từ doanh số bán hàng và họ sẽ tặng khoảng 2.5 triệu won ngay trong ngày. Ngày 27 tháng 12 năm 2013, T-ara tặng số tiền còn lại là 10 triệu won cho chiến dịch chia sẻ Hope Windmill của Hội Chữ thập đỏ tổ chức bằng cách đến thăm sự kiện này. T-ara cho biết: Chúng tôi có thể kết thúc năm với một trái tim ấm áp nhờ có nhiều người đã tham gia sự kiện từ thiện này và chúng tôi tạ ơn những người đã giúp T-ara thực hiện nó.

## Phong cách nghệ thuật

### Âm nhạc
Ngay khi ra mắt năm 2009, T-ara chuyên trị dòng nhạc chính là dance-pop và ballad. Phát hành album đầu tiên Absolute First Album, T-ara bắt đầu đi theo hướng "hiện đại" và "trẻ trung" với những đĩa đơn mang giai điệu sôi động, mới mẻ và dễ gây nghiện. Mỗi lần quảng bá một sản phẩm, T-ara luôn tự đổi mới mình trong âm nhạc. Như hai đĩa mở rộng Temptastic và John Travolta Wannabe mà T-ara phát hành năm 2010-2011 với âm hưởng của dòng nhạc electropop thì T-ara lại chuyển sang thể loại electronic mạnh mẽ và sôi động trong đĩa mở rộng 2013 Again hay mini-album năm 2014 And & End, T-ara lại muốn thử sức cùng dòng khạc EDM với tiết tấu nhanh và giai điệu dồn dập.

### Hình ảnh
T-ara có khả năng vừa hát live vừa vũ đạo liên tục, mỗi ca khúc mà T-ara chọn để ra mắt đều mang một phong cách khác nhau. Tháng 11 năm 2009, T-ara nhanh chóng gây được chú ý qua đĩa đơn "Bo Peep Bo Peep" khi hóa thân thành mèo, màn kết hợp giữa điệp khúc 'Bo peep bo peep!' cùng điệu nhảy của mèo và những phụ kiện trang phục mèo đính kèm làm cho người hâm mộ thấy thích thú. Năm 2010, T-ara xuất hiện với hình ảnh của những thổ dân nghịch ngợm trong "Yayaya". Đầu năm 2012, "Lovey-Dovey" phiên bản zombie của T-ara lấy hình ảnh của các zombie tấn công con người trong lúc nhóm đang trình diễn bài hát tại một quán bar. Cùng năm, T-ara hóa thân thành các chiến binh ở tương lai với những trận đấu kiếm tranh giành làm Chúa tối cao trong video nhạc "Day by Day". Cuối năm, T-ara ra mắt bài hát popping "Sexy Love" với điệu nhảy được mô phỏng như những robot. Tháng 3 năm 2013, T-ara ra mắt sản phẩm "Bunny Style!", lần này nhóm trở lại với hình ảnh dễ thương và vũ đạo của bài hát trong giống như thỏ. Năm 2014, trong đợt quảng bá "Sugar Free", T-ara mang trên mình phong hip-hop mạnh mẽ. Năm 2015, T-ara trở lại với hình ảnh của những thủy thủ trong "So Crazy".

## Danh sách đĩa nhạc
| - Absolute First Album (2009) - Jewelry Box (2012) - Treasure Box (2013) - Gossip Girls (2014) | - Temptastic (2010) - John Travolta Wannabe (2011) - Black Eyes (2011) - Day by Day (2012) - Again (2013) - And & End (2014) - So Good (2015) - Remember (2016) - What's My Name? (2017) - Re:T-ara (2021) |

## Các buổi diễn

### Chuyến lưu diễn
- 2011: T-ara X'mas Premium Live
- 2012: T-ara Japan Tour 2012: Jewelry Box
- 2013: T-ara Japan Showcase "Banisuta"
- 2013: T-ara Japan Tour 2013: Treasure Box
- 2015: T-ara Great China Tour

### Buổi hòa nhạc
- 3 tháng 6 năm 2010: TTL Concert
- 5 tháng 7 năm 2011: T-ara First Showcase In Japan
- 29 tháng 9 năm 2011: T-ara Japan Debut Showcase
- 3 tháng 6 năm 2012: T-ara 1st Lovey Dovey Roly Poly Live in Bangkok[134]
- 18 tháng 9 năm 2012: T-ara Showcase in Hong Kong[402][403][404]
- 3 tháng 10 năm 2012: T-ara Showcase in Kuala Lumpur[405]
- 10 tháng 8 năm 2013: It's T-ara Time Live in Hong Kong[406]
- 23 tháng 9 năm 2013: T-ara, Davichi, Speed Mongolia Concert
- 8 tháng 11 năm 2013: T-ara Showcase in Beijing[407]
- 25 và 27 tháng 11 năm 2013: T-ara Live Arch
- 21 tháng 12 năm 2013: T-ara's On Air in Guangzhou[408]
- 2014: T-ara's On Air in Chengdu
- 2014: T-ara & Speed Concert in Phnom Penh
- 2014: T-ara Concert "Dear My Family" in Seoul[264]
- 2014: Shanghai Concert Tour Greeting
- 10 tháng 1 năm 2015: T-ara 1st mini-show in Ho Chi Minh City[409]
- 21 tháng 5 năm 2016: T-ara & MIC Yuefan FPlus Mini Concert in Beijing
- 11 tháng 9 năm 2016: T-ara Premium Live in Japan[410]
- 3 và 4 tháng 5 năm 2017: T-ara Request Awards Showcase[411]
- 13 tháng 5 năm 2017: T-ara Live in Taipei
- 4 tháng 11 năm 2017: T-ara Concert in Viet Nam[412]

## Sách
- T-ARA Sparkl: T-ARAファースト写真集 (2012). ISBN 4344021592
- Sparkle (2012) Tokyo: Gentosha, 2012. ISBN 9784344021594
- T-ara Private Book (2013) Tokyo: Kodansha, 2013. ISBN 9784062182201

## Giải thưởng và đề cử
Cuối năm sau khi ra mắt vào ngày 29 tháng 7 năm 2009, T-ara nhận giải Tân binh của năm tại Golden Disk Awards. Năm 2010, T-ara giành giải Bonsang tại Melon Music Awards và Nghệ sĩ mới xuất sắc nhất tại Seoul Music Awards. Hai năm 2011 và 2012, T-ara nhận được nhiều giải thưởng như: Video âm nhạc xuất sắc nhất tại Melon Music Awards cho "Roly-Poly", Ca khúc của năm tại Golden Disk Awards cho "Lovey-Dovey", giành 2 giải Bonsang tại Seoul Music Awards và Melon Music Awards. Hai ca khúc "Roly-Poly" và "Lovey-Dovey" cũng giúp nhóm nhận thêm 2 giải Đĩa đơn của năm tại Gaon Chart K-Pop Awards. Tháng 4 năm 2015, T-ara nhận giải Nghệ sĩ Hàn Quốc được yêu thích nhất và Nghệ sĩ Hàn Quốc có xu hướng Hot của năm tại YinYueTai VChart Awards. Đến năm 2016, T-ara nhận thêm giải Nhóm nhạc Hàn Quốc xuất sắc nhất.
Về phần cúp trên các sân khấu âm nhạc, T-ara giành được 5 cúp nhờ tiết mục "Bo Peep Bo Peep và 13 cúp nhờ đĩa đơn "Lovey-Dovey". Ngoài ra, T-ara nhận được 3 cúp cho "I Go Crazy Because of You" và 3 cúp cho "Roly-Poly". Ngày 20 tháng 6 năm 2017, T-ara có chiến thắng đầu tiên sau 5 năm với ca khúc "What's My Name?" tại The Show.